# Brassai Sámuel

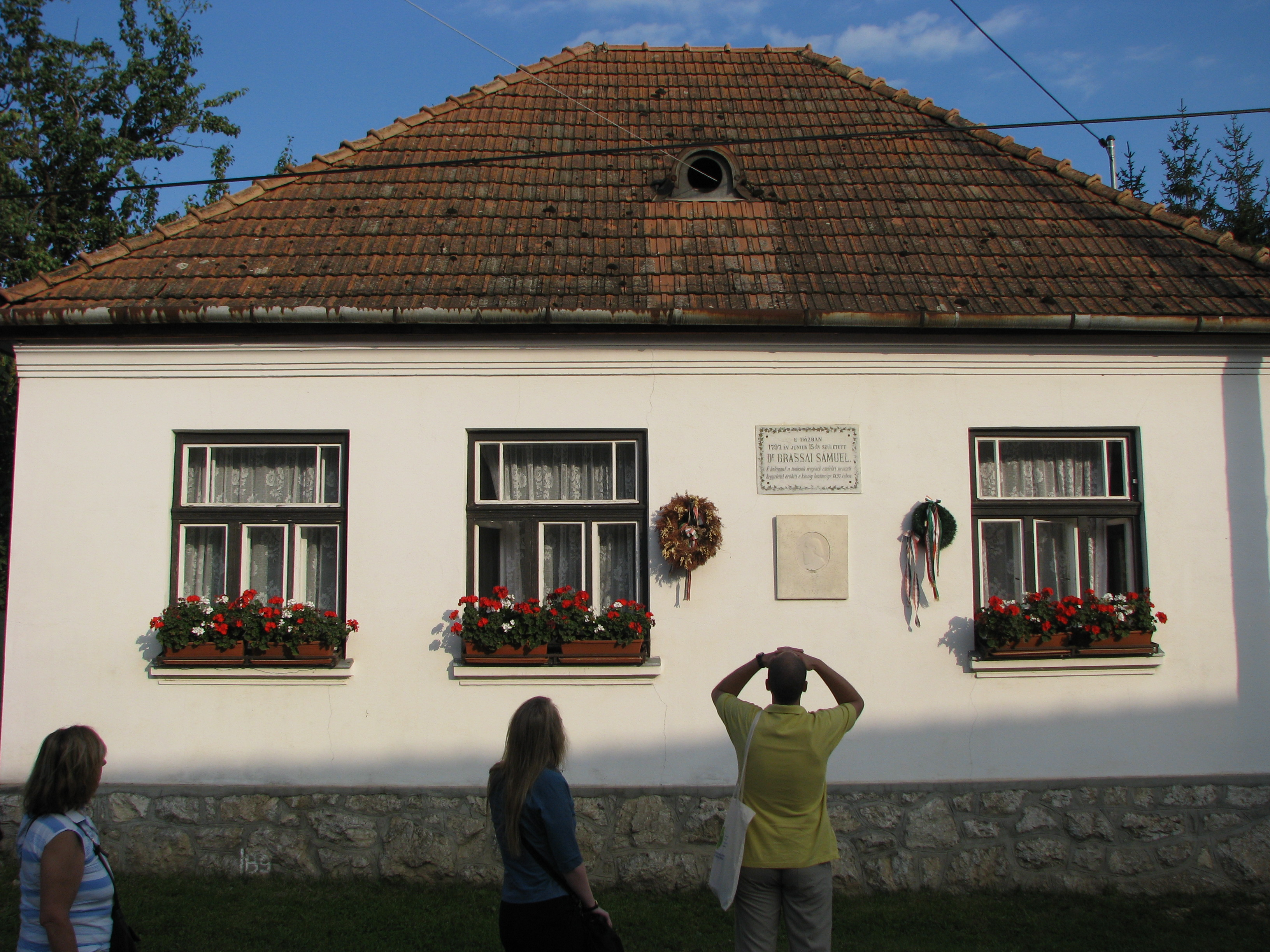
Szülőháza Torockószentgyörgyön

Brassai Sámuel (Torockószentgyörgy, 1797. június 15. vagy 1800. február 13. – Kolozsvár, 1897. június 24.) nyelvész, filozófus, természettudós, „az utolsó erdélyi polihisztor”, az MTA tagja. Foglalkozott földrajzzal, történelemmel, statisztikával és közgazdaságtannal, a zene elméleti kérdéseivel, esztétikával, valamint műkritikával is. Az oktatásügyben számos reform elindítója és előmozdítója volt; hozzájárult a korabeli tudományos eredmények népszerűsítéséhez.
Úgy ismert, mint aki tíz nyelvet ismert, tíz tudományágat művelt és 10×10, vagyis száz évig élt.

## Családja
Nagyapja, egy Welmes nevű, tehetős brassói szász családból származó asztalosmester Torockón telepedett le, ahol származása helyéről Brassainak kezdték nevezni. Ennek fia, azaz Brassai Sámuel apja, aki Brassai W. Sámuelnek írta nevét, torockószentgyörgyi, utóbb szentmihályfalvi unitárius lelkész, nagy műveltségéről volt ismert, aki akárhányszor gyalog ment Tordára, hogy könyveket kölcsönözzön az iskolai könyvtárból. Anyja Koncz Gergely torockószentgyörgyi unitárius lelkész Krisztina nevű leánya volt; mindkét szülő magas, szikár termetű.

## Élete
Brassai Sámuel születési időpontja kapcsán két dátum is előfordul: 1797 és 1800. Saját bevallása szerint 1797 a helyes születési év, de hivatalos irat erről nincs. A szülői háznál sajátította el a zenét és a természettudományokat, illetve a német nyelvet. (Apja nevelési módszere abból állt, hogy a gyermek minél inkább saját erejére legyen utalva.) Miután a rendes iskolákat elvégezte, utazásokat tett Magyarországon és Erdélyben, elsősorban természettudományi szempontból; 21 éves korában nevelő volt eleinte egy Makrai, azután a gróf Bethlen családnál, és természetrajzból tartott magánórákat Erdély nevezetesebb családjainál. 1834-ben Kolozsvárra költözött, ahol megalapította a Vasárnapi Újságot. 1837-ben tanszéket nyert a kolozsvári unitárius főiskolán, ahol 1848-ig a történelmet és a földrajzot, később a matematikát és a természettudományokat tanította; 1845-től a bölcselet tanára is volt. Az ő nevéhez fűződik az 1841-ben elfogadott tanügyi reform, melynek során az oktatás nyelve a latin helyett a magyar lett. 1848-ban az országos katonai iskola (Ludoviceum) tanárává nevezték ki, azonban a tanárságból nem lett semmi. 1848 végétől 1849 augusztusáig Bem táborában volt tiszt.
A szabadságharc bukása után Szatmár és Máramaros megyében bujkált, majd 1850-ben Pestre költözött és itt élt 1859-ig, a Gönczy Pál-féle magán nevelőintézetben tanítva. Ezután visszament Kolozsvárra s az unitáriusok főiskolájában bölcseletet és matematikát tanított. Ugyanekkor az Erdélyi Múzeum-Egyesület meghívta a természetrajzi tár őrének és a múzeum igazgatójának; ebben a minőségében a Mikó-kertet füvészkertté alakította át. 1862-ben lemondott az unitárius főiskolán betöltött tanári állásáról, és 1000 forintos alapítványt tett a kollégium részére. 1872-ben a kolozsvári tudományegyetem megnyitása alkalmával az elemi matematika rendes tanárává nevezték ki. Azonnal prorektornak választották meg; 1875–76-ban dékán volt a matematikai és természettudományi karnál és 1879–80-ban ő volt az egyetemi rektora. Előadta a szanszkrit nyelvet és az összehasonlító indogermán nyelvészetet is. 1877 januárjában Meltzl Hugóval együtt elindította az Összehasonlító Irodalomtörténeti Lapokat, amelynek 1880-ig volt a szerkesztője. 1884-ben nyugdíjazták, de ezt követően is fogadott tanítványokat és figyelemmel kísérte a tudományos világ mozgalmait. Halála előtti héten vagyonát és könyvtárát az unitárius egyházra hagyta. Temetésére tanítványa, Herman Ottó expressz levelet küldött: „Mellékelve küldök egyetlen egy gyopár virágot, melyet magam szedtem az erdélyi havasokon, tegye a ma már ravatalon fekvő jó mesteremnek, Brassai Sámuelnek szíve tájára mint utolsó üdvözletet.”

## Személyisége
Egész életében puritán életmódot folytatott, magára keveset költött, jövedelméből inkább tanítványait támogatta. Szeretett gyalogos utazásokat tenni, és jól érezte magát egyszerű emberek között. Ragaszkodott a maga által kiszabott napi testmozgás elvégzéséhez: eleinte naponta 5000 lépés, kilencvenéves kora után napi 3000 lépés volt a sétája. Esténként baráti társasága körében zenélt, harmóniumon, brácsán, csellón és zongorán játszott. A szigorú napirendtől csak a zene kedvéért tért el: bármikor kész volt Pestre, Bécsbe vagy akár Berlinbe utazni egy hangverseny kedvéért.
Soha nem nősült meg, háztartását édesanyja vezette. Modorát póriasnak tekintették, mert a ráció nevében elutasította a bevett társasági formákat. A korán megőszült, Erdély-szerte „Brassai bácsi”-ként ismert tudósról számos anekdota forog köznyelven, amelyek leginkább jóhiszeműségét és szórakozottságát, illetve különcnek aposztrofált szokásait illusztrálják.

## Munkássága
Számos tudományos értekezést és tudomány-népszerűsítő cikket, valamint könyvismertetést és zenekritikát írt, amelyek a következő lapokban, folyóiratokban és egyéb kiadványokban jelentek meg: Acta Reg. Scient. Claudiop., Akadémiai Értesítő, Athenaeum, Budapesti Szemle, Család és Iskola, Családi Kör, Család Könyve, Divatcsarnok, Egyetemes Philologiai Közlöny, Ellenzék, Emich G. Nagy Naptára, Erdélyi Hiradó, Erdélyi Múzeum, Erdélyi Múzeum-Egyesület bölcseleti-, nyelv és tört. szakosztály kiadványai, Erdélyi Múzeum-Egyesület évkönyvei, Falusi Gazda, Figyelmező, Figyelő, Flóra, Gazdasági Lapok, Havi Szemle, Hon, Keresztény Magvető, Kolozsvár, Kolozsvári Nagy Naptár, Kolozsvári Unitárius főiskola értesítője, Korunk, Közoktatási Szemle, Linnaea, Magyar Hírlap, Magyar Nép Könyve és Könyvtára, Magyar Növénytani Lapok, Magyar Nyelvőr, Magyarország és Erdély Képekben, Magyar Polgár, Magyar Pósta, Mezei Gazdaság könyve, Nemzeti Társalkodó, Néptanítók Lapja, Országos Középiskolai Tanáregylet Közlönye, Österreichische botanische Zeitschrift, Összehasonlító Irodalmi Lapok, Magyar Philosophiai Szemle, Pesti Napló, Szépirodalmi Figyelő, Szépirodalmi Közlöny, Szépirodalmi Lapok, Társalkodó, Természet, Természetbarát, Természettudományi Közlöny, Tudom. Tár, Unitárius Közlöny, Vasárnapi Újság, Zeitschrift für allgemeine Sprachwesen, Zeitschrift für Natur und Heilkunde.
Írói álnevei: Canus, Világfi Antal és Zsámbokréti Gyula.
Az MTA 1837. szeptember 7-én levelező taggá választotta a matematikai és természettudományi osztályába, majd 1864 januárjában áttették a bölcseleti szakosztályba, illetve 1865. december 10-én rendes taggá választotta a történelmi és filozófiai osztályba. 1887. május 13-án tiszteleti taggá választották. A bécsi császári és királyi állat- és növénytani s a nagyszebeni természettudományi társaság rendes, a bécsi cs. kir. birodalmi földtani intézet levelező tagja volt. Beszélte a nyugati nyelveket, emellett értett oroszul, szanszkritül, törökül és héberül is.

### Nyelvészet
Brassait az intézményesedő nyelvészeten való kívülállósága, széles nyelvismerete és természettudományos gondolkodása kora nyelvtudományától teljesen független, azt messze megelőző felismerésekre tette képessé. A nyelv központi egységének a mondatot, a nyelvészet központi területének a szintaxist tekintette. Mondatközpontú nyelvszemlélete idegen volt a korszerű egyetemi nyelvtudománytól, amely a mondat vizsgálatát jobbára a latinos hagyományú, iskolás grammatika illetékességi körébe utalta. Brassai az utóbbitól elszakadva, különböző típusú nyelvek mondatait összehasonlítva határozta meg az emberi mondat univerzális mélyszerkezetét abban a korban, amikor a nyelvtudomány a különböző nyelveket történeti–genetikus alapon hasonlította össze. Kimutatta, hogy az alany kategóriájának nincsen sajátosan nyelvi, általános jellegű, a logikától független érvénye, és hogy a mondat központi eleme az ige. Az univerzális mondatszerkezetet az ige és annak bővítményei („határzói”) alkotják, és ez az egyes nyelvekben nyelvspecifikus eszközökkel valósul meg. Különös súlyt fektetett a szórend szerepére, amelyet forradalmian új módon írt le. Nyelvi univerzáléként azonosította az aktuális mondattagolás topik–fókusz kettősségét (saját terminológiájában előkészítő és tüzetes rész, ill. inchoativum és zöm), amit a 20. század második felének kutatásait megelőző elméleti igénnyel és pontossággal fejtett ki A mondat dualismusa (1885) és Szórend és accentus (1888) című tanulmányában. A topik–fókusz tagolás szabályosságát a látszólag szabad szórendű magyar nyelvben is felfedezte és A magyar mondat (1860–1865) című dolgozatban le is írta azokat a szintaktikai és szupraszegmentális eszközöket, amelyekkel az a magyarban megvalósul. A nyelvtanuló számára is használható generatív modellt dolgozott ki arra, hogyan lehet tetszőleges elemekből érvényes magyar mondatot létrehozni.
Nyelvpedagógiai elveit a Vom Sprachunterricht című, az Összehasonlító Irodalomtörténeti Lapok 1881-es évfolyamában megjelent írásában foglalta össze. Bírálta a latin grammatikai hagyományban megrekedt iskolai nyelvoktatást, amely szerinte a diákok többségénél kudarcot vall. Latin, német és francia nyelvkönyvében saját, mondatközpontú nyelvszemléletét érvényesítette. Hangsúlyozta a tanár és a diák közötti élő párbeszéd fontosságát és azt, hogy a szabályokat a diákkal magával, induktív módon kell felismertetni. A reformkorban kidolgozott nyelvpedagógiáját saját maga és a magyar kortársak is az 1880-as években divatossá vált ún. természetes (direkt) módszer előzményének tekintették.
Tevékenyen, mindkét oldal álláspontját elutasítva foglalt állást az ortológus–neológus vitában. Saját organikus nyelvszemléletét képviselve elvetette a tudatos, kampányszerű nyelvtervezés szükségét és lehetőségét. Felhívta a figyelmet a paraszti népnyelvre mint a köznyelv lehetséges forrására és a közösség nyelvízlésére, amely magától ítél az újítások sorsáról. Az idegen szavak kérdésénél fontosabbnak tartotta a mondatfűzést, a szórendet érő idegen hatást.
Tudományos felismeréseit magyarul publikálta, így azokról a (nemzetközi) nyelvtudomány nem is vehetett tudomást. Magyar mondattani eredményei a századforduló után feledésbe merültek . Nyelvkönyvei, kezdeti sikereik ellenére megbuktak a középiskolai grammatikus hagyomány ellenállásán. Közvetlen utókora a különc, autodidakta nyelvészt látta benne.

### Pedagógia

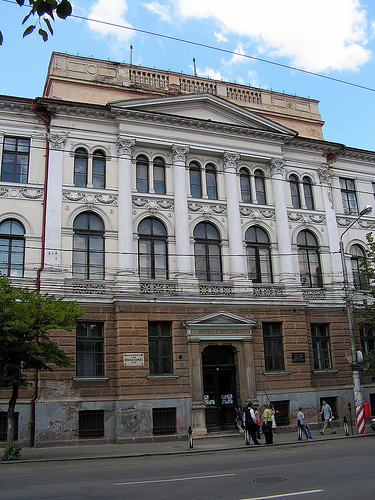
A kolozsvári unitárius főiskola épülete

Brassai Sámuel tevékenysége fordulópontot jelentett a kolozsvári unitárius főiskola történetében: az ő nevéhez fűződik az 1841-ben végrehajtott tanügyi reform. Az unitárius egyház korondi zsinata elé terjesztett tervezetben a létező rendszer kemény és részletes kritikáját írta le, illetve összefoglalta javaslatait, amelynek fő elemei az alábbiak voltak:
- a latin tanítási nyelv eltörlése;
- a tanítók kinevezése ne osztályonként, hanem hét szak szerint történjen: latin, magyar–német, olvasás- és értelemkifejtő gyakorlatok, természetrajz, földrajz–történelem, szám- és űrtan, írás, rajzolás, ének és vallás;
- állandó nevelésügyi bizottság létesítése, pedagogarkai állás létesítése (a pedagogarka feladata az volt, hogy a végzős diákok közül kiválassza a legjobbakat, akiket azután felkészített a tanítás módszereire).

A zsinat minden vita nélkül elfogadta a tervet és elrendelte azonnali életbeléptetését. Brassai az oktatás tárgyi feltételeinek megteremtésére megindította a Kék könyvtár tankönyvsorozatot, amelybe maga is számos kötetet írt: A számító Socrates, A kisdedek számvetése, Rajzminták fiatal gyermekek számára, Okszerű vezér a német nyelv tanításában, Fiatal kereskedők arany ábécéje, Algebrai gyakorlókönyv. Adományokkal járult hozzá a vegytani és fizikai szemléltetőeszközök beszerzéséhez, a könyvtár gyarapításához, ezen kívül a zenei oktatás céljára harmóniumot is ajándékozott. A népiskolai törvény hatályba lépését követően módszertani könyvet és példatárat állított össze a néptanítók számára. Alapító tagja volt az 1846 januárjában megalakult Kolozsvári Nevelői Körnek, amely az oktatás korszerűsítését tűzte ki céljául.
Az oktatást illetően Brassai fő elve az volt, hogy keveset, lassan és jól kell tanítani: „az igazi műveltséget is bizony nem az ismeretek sokasága, hanem korlátolt számú, jól rendezett, ép, egészséges eszmék s a megszerzésükben és által gyakorlott, élesített és szaporító érlelő tehetség jellemzi.” A tanítás során figyelembe kell venni a tanítvány képességi szintjét, és fel kell kelteni érdeklődését. Fontosnak tartotta a szemléltetést és az ismétlést. Figyelemmel kísérte az olvasó- és vitaegyletek munkáját, bátorította a diákok irodalmi próbálkozásait. A korban szokásos tekintékyelvű, szónokias oktatás helyett kérdésekkel vezette rá tanítványait az ismeretekre, az ifjakat barátaiként kezelte.

### Botanika
Brassai Sámuel gyermekkorától szenvedélyesen érdeklődött a növények iránt. Botanikai (rendszertani, élettani, „ökológiai”, etnobotanikai stb.) megfigyelései később jórészt az Erdély-szerte általa gyűjtött növényeken alapultak. A kolozsvári Erdélyi Múzeum Egyesület igazgatójaként a 12 holdas Múzeum-kertet avagy Mikó-kertet (az Alexandru Borza Egyetemi Botanikus Kert jogelődjét) saját és munkatársai gyűjtéseire alapozva fejlesztette olyan botanikus kertté, mely ma is európai hírű.
Ő volt az első magyar nyelvű modern (a darwini elveket megelőlegező, gradualista) botanika-tankönyv szerzője. A két kolozsvári kiadást (1836., 1845.) is megért tankönyv John Lindley ma is nagyra értékelt angol botanikus növénytani elveinek, rendszerének Brassai-féle átdolgozása. Tankönyvében Brassai a növényvilágot és benne „a növényi alakok lépcsőnkénti kifejlésű sorait” a teremtmények nagy lánca egyik láncszemének tekintette. A rendszerszemléletet megelőlegezve vallotta, hogy egy növényi jelleg vagy jelenség a többitől elszigetelve nem érthető meg, mert minden növény maga is egy rendszer, melynek részei egymást kölcsönösen befolyásolják. Azt tanította, hogy egy-két rokon faj ismeretéből következtethetünk ezek további rokonainak tulajdonságaira („rejtett minőségére”). Tankönyve foglalkozott a növények orvosi és gazdasági hasznával is. A tudományos értekezéseket közlő Tudománytár 9-10. kötetében 1836-ban terjedelmes tanulmányt publikált a növények organográfiájáról. 1853-ban botanikatörténeti tanulmányt közölt. 1858-ban egy botanikai pályázat számára megírta a növénynemek leírást, amit a bírálók a füvészirodalom remekének tartottak (megjelent 1888-ban mint a Magyar Füvészkönyv rendszertani fejezete). Hetilapjában, a Vasárnapi Ujságban cikkeket írt olvasói botanikai érdeklődésének felkeltésére, tanácsokat adott az idegenből hozott növények gondozására.
Botanikusként a maga korában nemzetközileg is elismerték.  1878-ban Linné születésének centenáriuma alkalmából tiszteleti tagjának választotta a Freies Deutsches Hochstift; tagjai közé választotta a regensburgi Királyi Növénytani Intézet és a bécsi Növény- és Állattani Társaság is. A nyolcvanéves Brassait a világ kiváló német, francia, svéd, angol, chilei stb. botanikusai üdvözlő albummal köszöntötték, osztrák kollégája, Stephan Ladislaus Endlicher egy ausztráliai erdőalkotó fát Brassaia actinophylla-nak nevezett el tiszteletére, a francia Dechaisne és Planchton egy további génuszt is elneveztek róla (a Brassaiopsis nemzetség 45 faja Délkelet-Ázsiában honos, a Himalájától Kínán, Vietnamon és Thaiföldön át Indonéziáig). Ezeknek a nemzetségneveknek az elmúlt másfél évszázadban számos társneve (szinonimája) keletkezett, de máig használatban vannak.

### Filozófia
Brassai tanulmányozta a korabeli egyetemes és magyar filozófiai áramlatokat, és reagált rájuk. Anti-hegelianus és anti-materialista volt; a kanti filozófia állt hozzá legközelebb. Filozófiai nézeteit (Logika lélektani alapon fejtegetve, Pest, 1959), Nem csak az anyag halhatatlan, Kolozsvár, 1865, Az igazi positiv philosophia, Budapest, 1895) a jénai Kant-tanítvány Jakob Friedrich Fries pszichologizmusával rokonítják. Brassai számára az egyedüli bizonyosság az öntudat élményében közvetlenül tapasztalható ész. Az öntudat, avagy lélek az a valódi létező, melyből az értelem és az akarat, azaz, az én tevékenységének elméleti és gyakorlati oldala levezethető. Az akaratok kiegyezése alkotja a társadalmi viszonyokat. Logikáját a kommunikáció tényére építette; az alapvető logikai folyamatokat a mondó és a halló cselekvéséből származtatja. Az ítélet akkor objektíve igaz, amikor megfelelés áll fenn az állítmány és az alany között, és akkor szubjektíve igaz, amikor a befogadó elismeri az ítéletet, tehát logikai igazságnak a megértett tárgyias igazságot értelmezi.

### Matematika
A matematika területén kutatóként nem alkotott maradandót. Kolozsvár matematikai élete abban az időben szegényes volt, matematikai művekhez nemigen juthattak hozzá még a művelt emberek sem, a kor élvonalába tartozó művekhez végképp nem. Amikor az egyetemen a matematikai tanszékeket létrehozták, az erdélyiek közül csak Brassai esetében lehetett arról szó, hogy valamelyikük élére kerüljön, tudományos hírneve, tekintélye miatt (már előtte is több tudományos szervezetben és intézményben fontos szerepet kapott: mint a Természettár őre és a Múzeum-Egylet igazgatója), így a lapok sokszor emlegették a jelöltek között. Valójában azt szerette volna, ha a pesti egyetemen a szanszkrit nyelv tanárának hívják meg (1870-ben meg is pályázta), de báró Eötvös József tanügyminiszter megkérdezte, hajlandó volna-e az alapítandó kolozsvári egyetemen valamilyen tanszéket vállalni. A választást Brassaira bízták, aki több tárgyat is megjelölt (filozófia, növénytan, pedagógia, művelődéstörténet, nyelvtudományok és matematika) – ez utóbb az új tanügyminiszternek, Trefort Ágostonnak, amikor végre eljött a döntés ideje, elég nagy fejtörést okozott, „nem könnyen állapodhatván meg abban, melyik tanszékre nevezzék ki”. Végül kinevezték nyilvános rendes tanárnak az Elemi Mennyiségtan tanszékre, amire – Boros György: Dr. Brassai Sámuel élete című könyve szerint – maga Brassai is a legkevésbé számított.
Bár jelentős felfedezés nevéhez nem fűződik, elévülhetetlen érdemeket szerzett a matematika oktatásában, tankönyvek és módszertani cikkek írásával. Ő volt az első, aki magyarra fordította és jegyzetekkel látta el Euklidész Elemek című művét (1865-ben), de az már akkor sem volt használható  nehézkes nyelvezete miatt. Az egyik legnagyobb gáncsolója volt viszont Bolyai János elismertetésének. Brassai halála után egy évvel, 1898-ban az MTA Értesítője kiadta, szakmai vélemenyézés nélkül,  Brassai: A XI. Axióma c. dolgozatát amelyben Brassai „bebizonyítja” a XI. axiómát, amikor már Bolyai János Appendixe több nyelven megjelent.

### Közgazdaságtan
Brassai nagy szerepet játszott az erdélyi magyar közgazdaság-tudomány és a korszerű gazdasági gondolkodás megalapozásában. Ricardo közgazdaságtani elveinek hatása a magyar közgazdaságtanban Brassai gazdasági tárgyú cikkeiben és könyveiben mutatkozott meg először. A fiatal Brassai a Nemzeti Társalkodóban megjelentetett írásaiban az elsők között állt ki Széchenyi Istvánnak a Hitel és Világ című műveiben kifejtett eszméi mellett. Tizenöt éven át (1832–48) szerkesztett néplapjában, a Vasárnapi Újságban jórészt gazdasági kérdéseket tárgyalt. Bankismeret címmel 359 oldalas monográfiát írt a banktörténetről és a korabeli bankrendszerről. E két kiadást is megért munka nemcsak ismeretterjesztő könyv, hanem gyakorlati javaslatokat is tesz egy erdélyi bank létesítésére és a hiteléletnek Erdélyben való meghonosítására. Brassai lefordította németből Ignaz Bernhardnak A fiatal kereskedő arany ABC-je című könyvét, mely gazdasági alapismeretekkel és hasznos tanácsokkal látta el a korabeli kereskedőket és gazdálkodókat. Hosszú élete során végig publikált gazdasági jellegű írásokat a kor gazdasággal foglalkozó lapjaiban. Gazdaságföldrajzi munkáiban (A föld egyes részeinek ismertetése 1832, Bevezetés a világ és státusok esmeretére 1834, Természeti földirat 1871, Mezei gazdaságok könyve 1855–66) is folyamatosan jelen van a gazdaságosság, hasznosság kérdése.

## Főbb művei
- Bévezetés a világ, föld és státusok esmeretére. Kolozsvár, 1834
- A füvészet elveinek vázolata. Lindley János nyomán. Kolozsvár, 1836
- Számító Sokrates. Fejbeli számolás kérdésekben. Angol mintára hazai viszonyokhoz alkalmazva. Kolozsvár, 1842
- Bankismeret. Kolozsvár, 1842 (Ism. Athenaeum)
- A kisdedek számvetése angol mintára. Kolozsvár, 1842
- Rajzminták fiatal gyermekek számára. Angol előkép után magyarázó szöveggel. Kolozsvár, 1842
- A fiatal kereskedő arany abc-je. Montag R. J. után. Kolozsvár, 1847 (Kereskedői Könyvtár I. köt.)
- Okszerű vezér a német nyelv tanulásában. Kolozsvár, 1845. Két rész
- Algebrai gyakorlatkönyv és kulcsa. Pest, 1853–57. Két rész
- Logika lélektani alapon fejtegetve. Pest, 1858
- Tigrisvadászat Indiában. Rice William után ford. Pest, 1859
- Az árnyékóra. (Ugyanott, 1859 (M. Akadémiai Értesítő XIX. 4.)
- A magyar mondat. Pest, 1860–63. Három közlés
- Magyar vagy czigány zene. Elmefuttatás Liszt Ferencz: Czigányokról irt könyvére. Kolozsvár, 1860
- Irodalmi pör a filozofia ügyében (species facti), melyben a tanuságot és botrányt kedvelő több mulatságot fog találni, mint népszerűtlen czíméből itélve gyanítaná. Kolozsvár, 1861
- Az akadémia igazsága. Kolozsvár, 1862
- Ingyen tanító franczia nyelvmester. I. rész. Kolozsvár, 1863
- Nem csak az anyag halhatatlan. Kolozsvár, 1865
- Euklides elemei XV könyv. Pest, 1865
- A módszerről. Pest, 1867–69. Három értekezés. Székfoglaló a tört. philos. osztályban. I. REAL-EOD II. REAL-EOD III. REAL-EOD
- A magyar bővített mondat. Pest, 1870
- Számtan a népiskolákban. Az I. és II. osztály tanítója számára. Vezérkönyv és példatár. Pest, 1872, két rész
- Számvetés a népiskolában a II. oszt. tanítványok számára. Pest, 1872
- Hogy kelljen a latin hajtogatást észszerűen gyorsan és sikeresen tanítani? Pest, 1872
- Commentator commentatus. Tarlózások Horatius satiráinak magyarázói után. Pest, 1872
- Paraleipomena kai diorthoumena. A mit nem mondtak s a mit roszul mondtak a commentatorok Virg. Aeneise II. könyvére. Különös tekintettel a magyarokra. Budapest, 1873
- Laelius. Hogyan kell és hogyan nem kell magyarázni az iskolában a latin autorokat? Kolozsvár. 1874
- A neo- és palaeologia ügyében. Budapest, 1875
- A gyógyszerészné. Beszély gróf Sollogub után oroszból ford. Budapest, 1877
- Logikai tanulmányok. Budapest, 1877
- A nyelvujítás és Ballagi. Kolozsvár, 1881
- A magyar nyelv ellenőre. Kolozsvár, 1881–82 (I. és II. fogás)
- A mondat dualismusa. Budapest, 1884
- Algebrai gyakorlatok. Budapest, 1883–84. Két rész
- Nézetek a vallás eszméjéről. Kolozsvár, 1887. Három értekezés
- Szórend és accentus. Budapest. 1888
- Vallás és hit. Kolozsvár, 1887
- A Jézus istensége. Kolozsvár, 1887
- A növény nevek leirása. Kolozsvár, 1888
- Az igazi positiv philosophia. Budapest, 1895
- A magyar mondat; vál. Elekfi László, Kiefer Ferenc; Tinta, Budapest, 2011 (Segédkönyvek a nyelvészet tanulmányozásához)
- Mondattani tanulmányok; vál. Elekfi László, Kiefer Ferenc; Tinta, Budapest, 2016 (Segédkönyvek a nyelvészet tanulmányozásához)

## Emlékezete
Röviddel Brassai halála után tanítványa, Kőváry László írt méltató cikket pályafutásáról. Az első világháború előtt főleg a humán tudományok terén kifejtett tevékenységét méltatták (Gál Kelemen: Brassai mint philosophus, 1899; Kozma Ferenc: Brassai Sámuel mint aesthetikus és műkritikus, 1900). A két világháború között kezdődött természettudományi munkásságának értékelése (Ferenczi Sándor: Brassai Sámuel mint természettudós, 1934), pedagógusi tevékenységének (Kovács Dezsőné: Brassai mint tanítómester, 1931), illetve a zeneművészethez fűződő kapcsolatának feldolgozása (Lakatos István: Brassai Sámuel és a muzsika, 1941–1943). A két világháború között az unitárius vallású egyetemi és főiskolai hallgatók ifjúsági egyesülete Brassai Sámuel nevét vette fel.
A romániai kommunista rendszer előbb kritikusan viszonyult Brassai Sámuelhez idealista filozófiai nézetei miatt (Hajós József: Mentovich Ferenc, 1952), később azonban elismerték művelődéstörténeti jelentőségét (Mikó Imre: Brassai Sámuel, az utolsó erdélyi polihisztor, 1957; Az orosz irodalom első magyar tolmácsolói Erdélyben, 1958). 1958-ban a kolozsvári 7-es számú középiskolát egy kormányrendelettel Brassai Sámuel Líceumnak nevezték át. A középiskola különböző rendezvényekkel tartotta fenn a névadó emlékezetét (Brassai-díj, Brassai-kupa, az iskolai folyóirat Brassai-különszáma).
Ugyancsak Brassai nevét viseli a debreceni Brassai Sámuel Gimnázium és Műszaki Szakközépiskola, valamint a más intézményekkel történt 2000-es összevonásáig a tiszaújvárosi Brassai Sámuel Szakképző Iskola.
1997-ben, Brassai halálának századik évfordulóján az újjáalakult Erdélyi Múzeum-Egyesület emlékülést tartott, amelynek anyaga 2005-ben jelent meg. A kötet előszavában Péntek János nyelvész újradefiniálja Brassai Sámuelnek a tudományban elfoglalt helyét: „Még kevésbé igaz az a mostanában (éppen az emlékező rendezvényeken is) hangoztatott, még Kővárytól eredő sommás értékelés, hogy bár több tudományterületen állt kora élvonalában, egyetlen területen sem előzte meg korát. A mondat szerkezetére vonatkozó felismerései, mint az itt közreadott előadásszövegek is bizonyítják, legalább egy évszázaddal megelőzték nem csupán a magyar, de az egyetemes nyelvtudomány korabeli színvonalát.”
2002-ben a Magyar Alkalmazott Nyelvészek és Nyelvtanárok Egyesülete megalapította a Brassai Sámuel-díjat, az alkalmazott nyelvészet területén elért kiváló teljesítmények elismerésére.
Erkölcsi tartása és a közjó érdekét szolgáló életpályája miatt mind az erdélyi, mind a magyarországi unitárius egyház tisztelettel adózik emlékének.

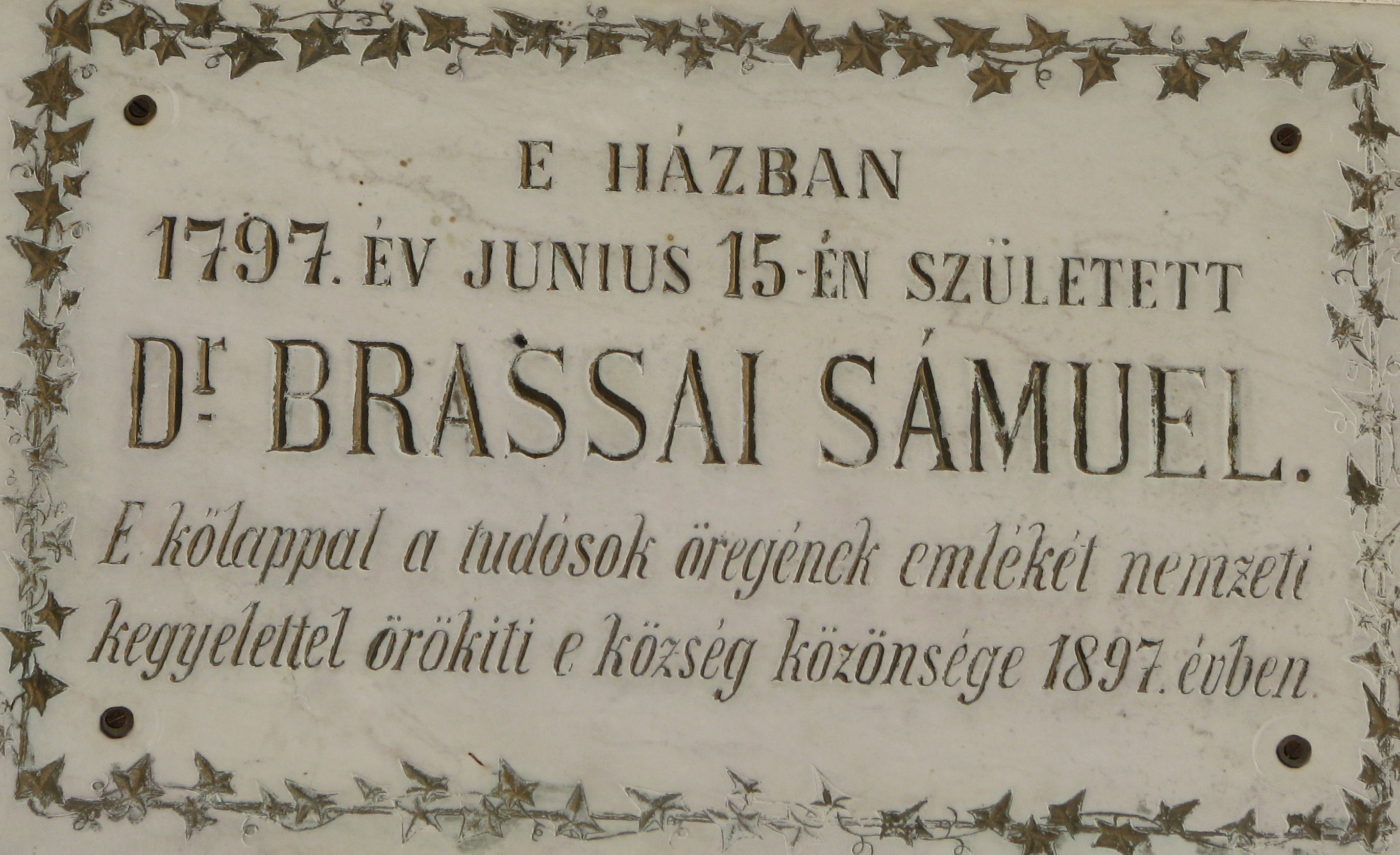
Emléktábla Torockószentgyörgyön
Plakett a szülőházán
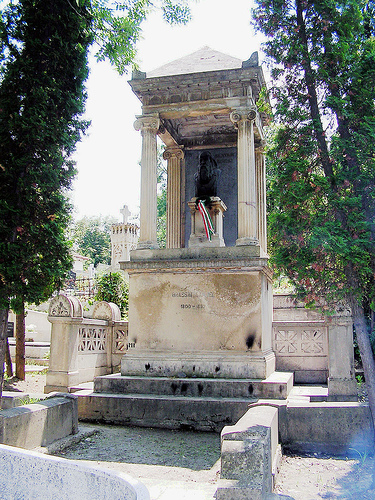
Sírja a házsongárdi temetőben, Pákey Lajos műve
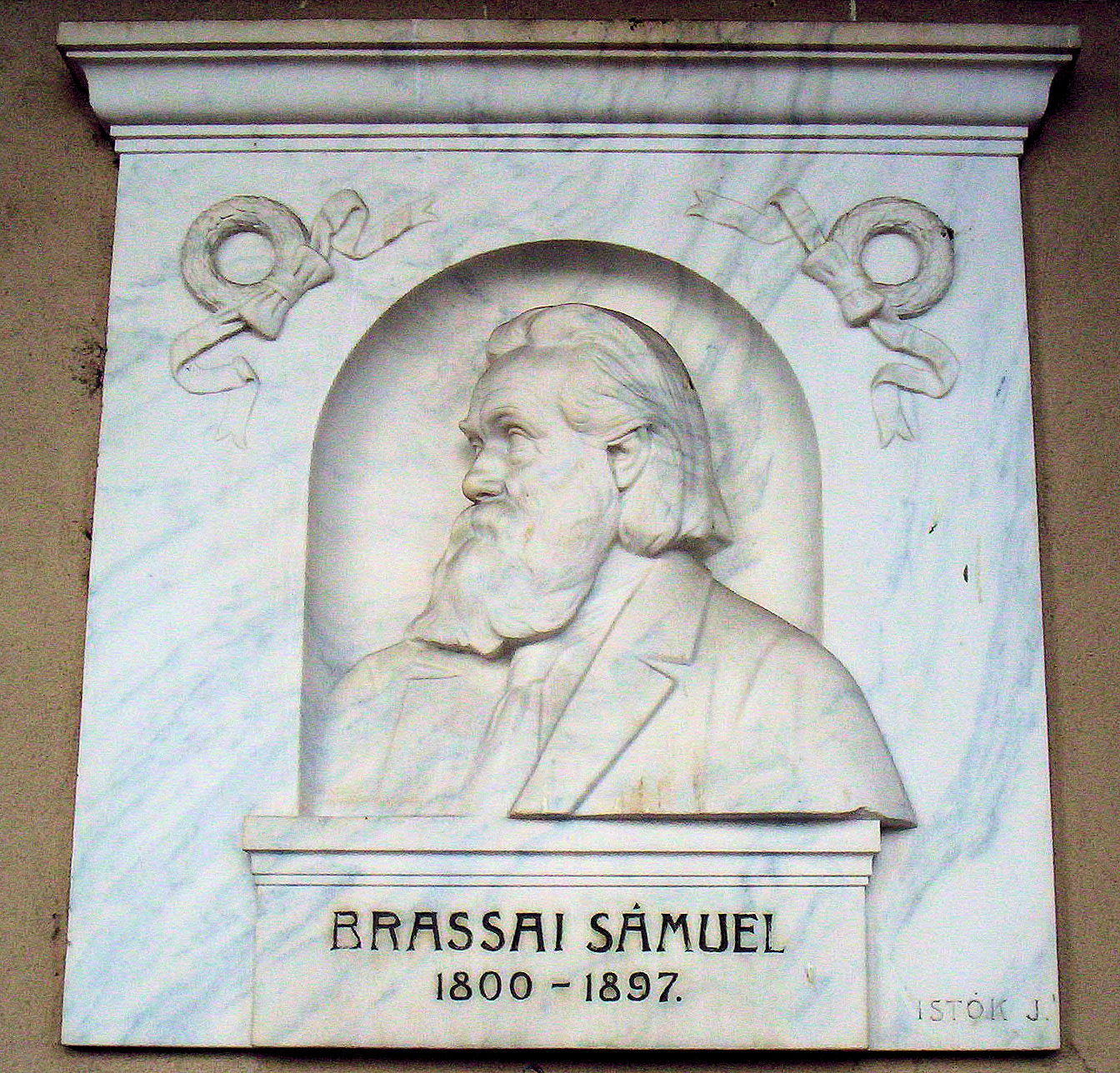
Brassai Sámuel szobra a szegedi Pantheonban